# 제너럴 밀스
제너럴 밀스(영어: General Mills)는 미국의 식품 기업이다. 소매점을 통해 판매되는 브랜드 가공 소비자 식품의 미국 다국적 제조업체 및 마케팅 업체이다. 미네아폴리스의 세인트 앤서니 폭포에 있는 미시시피 강 유역에 설립된 이 회사는 원래 대규모 제분업체로 명성을 얻었다. 현재 이 회사는 수많은 저명한 북미 브랜드(예: Gold Medal flour, Annie's Homegrown, Lärabar, Cascadian Farm, Betty Crocker, Yoplait, Nature Valley, Totino's, Pillsbury, Old El Paso, Häagen-Dazs, Cheerios, Chex, Lucky Charms, Trix, Cocoa Puffs, Count Chocula 등)를 판매하고 있다.
본사는 미니애폴리스 교외인 미네소타주 골든밸리에 위치하고 있다.